# 朱秉谦
朱秉谦（1933年9月15日—2021年9月28日），男，河北交河人，生于吉林长春，中国京剧表演艺术家，中国国家级非物质文化遗产传承人，师从马连良。曾在1986年版电视剧《西游记》中饰演太乙天尊，还曾出演《赵氏孤儿》、《四进士》等。2021年9月28日，因病逝世，六小龄童、王珮瑜等发文悼念。